# 積算コンサルタント
積算コンサルタント（せきさんコンサルタント）は、主に建設工事関連の積算コンサルティング、積算コンサルテーションといった積算サービスを行う技術コンサルタント。
積算サービスとは概ね建設工事積算の委託（発注者支援、入札者受注支援）、積算サポート、公共工事の積算代行・アウトソーシング、建設コンサルタントの設計積算業務の協力･補助などがあげられる。
なお、工事積算システム・積算アプリケーションソフトを開発、販売している会社も積算を専門に扱っているが、こうした企業はあくまでソフトウェア開発販売会社である。

## 建築積算設計事務所
建築分野では設計した建物の工事費用の積算により算出する専門の建築事務所がある。関連団体に、日本建築積算事務所協会（JAQS）といった、日本における建築積算事務所の協会がある。積算サポートの他、建設工事のコストマネジメントなども取り扱っている。
なお、建築士事務所として登録している事務所で所長が建築士の場合もあるが、積算業務は資格を必要とする業務ではない。
小史
建築分野で社名にコンサルタントの呼称をつけた「積算・コスト関連の専門事務所」が一般的に見受けられるようになったのは平成年代に入ってからのことである。建築の意匠設計を支える専門技術分野として構造設計と設備設計等があるがそれぞれの専門業務を担う専門事務所を総称して専門コンサルタントと呼ぶことはこれまでにたびだびあった。したがって構造や設備を専門とする建築設計事務所が企業名としてコンサルタントを付した例はそれほど珍しいことではない。他方、公共工事のウエイトが圧倒的に高い土木分野では、設計業務の大部分を民間の建設コンサルタント会社が支えてきている。
建築分野の積算・コスト関連業務を担う組織および専門技術者に的を絞って解説すると、明治の末期に近付くにつれて建築工事量が急増し、また請負人の実力も次第に充実してきて一式請負の採用例が増えてくると、請負側に信用できる積算が要求されるようになる一方、大正期における鉄骨造や鉄筋コンクリート造等、非木造の普及には、それらを必要とする社会的要求として高層建築物への利用という側面があり、大都市の商業建築の需要が増えるにつれて積算技術の向上がますます要請されるようになった。つまり、都市の高層商業建築を対象とする厳しい経済性の計算に基づく確実な予算編成と積算方式が、必然的に積算方式全般の基本を形成したものとみられることになる。そこに至るまでは積算業務は本来的に建築設計事務所やゼネコンもしくは発注者に属する内部の技術者(インハウスエンジニア)によって処理されてきたのである。日本で建築積算を専門業務とする職能が成立したのは概ね昭和30年代の前半とされている。それまでコンペティション案も含め官公庁をはじめとして各発注機関が内部的に対処していた建築計画に関する設計業務を民間の建築設計事務所に完全に外注するケースが急増、そのー方で民間建築設計事務所にとっても積算業務が特殊専門的な知識経験を要するものに変容したことが、その時代的背景として注目される。
日本建築積算事務所協会は1967年に発足したが、5年後の会員数は119名に上った。1975年に発展・解消して社団法人日本建築積算協会が船出する。以降協会資格としての「建築積算士/建築積算資格者」「建築コスト管理士」を有する数多くの積算専門技術者を輩出してきている。建築積算業務は、設計図書から所用数量等を的確に算出するところからスタートする。1978年に発表された官民共同作業の成果である『建築数量積算基準』がこうした積算業務に及ぼした影響はすこぶる大きいものがあった。この基準の復旧に歩調を合わせるように積算を専門とする事務所数が漸増し、ゼネコンや建築設計事務所に勤務する積算技術者の数も飛躍的に増大した。関連統計が不備なので正確な実態は把握できないが、バブル期における積算事務所の数は、積算業務を主体とする建築設計事務所を含めて、数千の規模に達したものと推測される。また、積算技術者の数は、建築積算資格者の初期の登録数が3万3千人を超えたところから、最盛期は5から6万人以上であったと見なされている。とはいえ、数量算出に続く積算業務の次のステップである値入れを伴う業務受託のケースは意外と少なく、値入れに対応できる積算事務所は全体の1-2割にも満たないという見方さえある。
日本の積算業界では日本建築積算協会を中心として英国王立勅許鑑定士協会(RICS)のクオンティティ・サーベイヤー(QS)を規範としており、昔から積算の意味を広く解釈して数量を算出して単価を導入し工事費を予測する業務にとどめず、建築基本計画に必要なコストプランニングや設計過程におけるコストコントロール、およびライフサイクル・コストティングなど、建築計画のコストに関連するあらゆる業務を含めたものとする広義の概念が提唱されてきた。しかしながら、RICSの着実な発展に比べて、こうした広義の積算業務を支える共通な手法の確立という点で格段の遅れをとったことが日本の積算職能の発展の足枷となったことは否めず、加えてベースとなる内訳書標準書式がRICSにおけるように、設計や維持管理と直接的な関わりをもつ「エレメント別」もしくは「部位/部分別」ではなく、施工の側から見る「工種・工程別」であったことも、建築積算職能の設計プロセスの関与を困難にした大きな理由の一つに数えられる。従来の建築生産は設計と施工の両分野によって支えられてきたが、現在はそれらに加えてマネジメントという第三の分野が不可欠なものとなりつつある。その際のステムとして代表的なプロジェクト・マネジメント (PM)、コンストラクション・マネジメント (CM),およびファシリティマネジメント (FM)などに共通する最も有効な手段がコスト・マネジメントである。コストに関わる専門家として積算技術者への期待は大きなものがあるマネジメントという新規業務に対して至近距離にあるのが積算職とされており、積算職能が、RICSにおける従来のクォンティサーベイイング(QS)業務からマネジメント業務にシフトしている先進例に追随できるか否かは、各種のコスト手法の共通化が図れるかどうかにかかっているとみられている。